# Anglistika
Anglistika je veda o angleškem jeziku in književnosti.

## Zgodovina anglistike na Slovenskem
Zanimanje za angleški jezik in književnost se je v Sloveniji pojavila ob koncu 18. stoletja, v Zoisovem krogu. Ponovno zanimanje se vzbudi v času Matija Čopa. V 2. polovici 19. stoletja so nastali prvi angleški učbeniki, slovnice in slovarji za potrebe Slovencev, ki so se izselili v ZDA. Po letu 1945 se je angleščina uveljavila v srednjih šolah in postala prvi tuji jezik. Nastali so učbeniki za gimnazije. Prve sta napisali Adela Žgur in Eliza Scalicky, pri čemer sta jima pomagali Sonja Pestotnik in Milena Kos . Leta 1945 je nastal prvi priročni slovensko-angleški slovar, ki ga je priredil Janko Kotnik. Leta 1978 je izšel enciklopedični Veliki angleško-slovenski slovar, katerega avtorji so Anton Grad, Ružena Škerlj in Nada Vitorović. Anton Grad je leta 1982 izdal še Veliki slovensko-angleški slovar.

## Zgodovina Oddelka za anglistiko in amerikanistiko na Filozofski fakulteti v Ljubljani
Angleški jezik in književnost kot študijska smer deluje na Univerzi v Ljubljani od leta 1920, ko je bil ustanovljen germanski seminar.Temelje za predavanja iz historične slovnice in zgodovine angleškega jezika je postavil Jakob Kelemina. Obravnaval je tudi besedila s perspektive tedanje literarne teorije. Leta 1922 se je seminarju pridružila Fanny C. Copeland, prva lektorica za sodobni angleški jezik. Leta 1961 so se preselili v zgradbo Filozofske fakultete. Leta 1970 se je povečala individualizacija pouka z organizacijo lektorskih vaj v manjših skupinah. Zaradi želje po prevajalski specializaciji so v letih 1986/1987 začeli uvajati nov program, ki je omogočil naslov anglist prevajalec. Program enopredmetnega študija anglistike je bil razpisan v letih 1991/1992. Leta 1997 je Oddelek za germanske jezike in književnost razpisal štiri programe. Razpisana je bila angleščina kot enopredmetni študij pedagoške in nepedagoške usmeritve in dvopredmetni študij pedagoške in nepedagoške usmeritve. Leta 1998 je te programe prevzel novoustanovljeni Oddelek za anglistiko in amerikanistiko. Oddelek za germanistiko je v letih 1966 in 1967 uvedel podiplomski študij angleške oziroma ameriške književnosti in angleške historične slovnice. Leta 1989 so s pomočjo učiteljev Filozofske fakultete v Zagrebu in Univerze v Celovcu uvedli podiplomski jezikoslovni študij angleščine z možnostjo didaktične usmeritve ter tudi vsakoletne programe stalnega strokovnega usposabljanja učiteljev angleščine.
Delo Jakoba Kelemine je nadaljeval Janez Stanonik, ki je postal predstojnik Oddelka za germanistiko leta 1960. Zatem so bili predstojniki Mirko Jurak, Meta Grosman, Anton Janko, Smiljana Komar in Rastislav Šustaršič. 

## Študij anglistike v Sloveniji
Anglistiko je mogoče po novem bolonjskem sistemu na Filozofski fakulteti v Ljubljani študirati od študijskega leta 2009/2010. Študij vključuje možnost študija na prvi, drugi in tretji stopnji. Na Univerzi v Mariboru je mogoče študirati na Filozofski fakulteti na Oddelku za anglistiko in amerikanistiko na prvi in drugi stopnji. Na obeh fakultetah ponujajo pedagoško in nepadagoško smer.

## Dejavnosti povezane z anglistiko
Anglistična knjižnica na Filozofski fakulteti v Ljubljani je bila ustanovljena leta 1920 v okviru Seminarja za germansko filologijo. Na začetku je imela svoje prostore v zgradbi NUK, nato v zgradbi Univerze Ljubljana na Kongresnem trgu, leta 1961 se je preselila na Filozofsko fakulteto. Leta 2006 je dobila naziv Knjižnica za anglistiko, germanistiko in prevajalstvo. Prva poklicna bibliotekarka je bila Katarina Bogataj-Gradišnik. Knjižnico je vodila do leta 1989, nasledila jo je Angelika Hribar, leta 2005 je njeno delo prevzela Marjana Benčina.
Oddelek izdaja dve publikaciji. Leta 1968 je začela izhajati Acta Neophilologica,druga je revija Elope, v kateri najdemo znanstvene in raziskovalne prispevke o jezikoslovju in književnosti, pisane v angleščini.
V okviru oddelka deluje tudi Slovensko društvo za angleške študije, ki je bilo ustanovljeno leta 1993. Društvo želi razvijati izmenjavo znanja na državni in mednarodni ravni, zato organizira razne konference.
V okviru mednarodnega sodelovanja organizirajo Erasmus izmenjave. Povezani so s 13 evropskimi univerzami, kamor lahko študentje oddidejo na izmenjavo. Na Univerzi v Udinah in Celovcu, se srečujejo anglisti z vseh treh oddelkov na konferencah, kjer predstavijo svoja raziskovalna področja.
Tudi na Univerzi v Mariboru študentom omogočijo enosemestrske izmenjave v okviru programa Socrates-Erasmus. Sodelujejo tudi z Univerzo v Gradcu in za študente obeh univerz organizirajo skupne študijske aktivnosti. Angleški klub, ki skrbi za družabna srečanja študentov, izmenjavo mnenj, organizira humanitarne akcije, zabave in strokovne ekskurzije.